# Resolució 1747 del Consell de Seguretat de les Nacions Unides
La Resolució 1747 del Consell de Seguretat de les Nacions Unides va estrènyer les sancions imposades a l'Iran en relació amb el programa nuclear iranià. Va ser aprovada per unanimitat dels membres del Consell de Seguretat de les Nacions Unides el 24 de març de 2007.
El juny de 2006, els cinc membres del Consell de Seguretat permanents més Alemanya van oferir un paquet d'incentius econòmics, inclosa transferència de tecnologia en el camp nuclear civil, a canvi que l'Iran renunciés definitivament al seu programa d'enriquiment d'urani.
L'Iran va dir que va acceptava aquesta oferta perquè no era prou atractiva i pel seu dret inalienable d'enriquir l'urani per a propòsits pacífics,. Per justificar la seva posició, l'Iran va fer referència als acords anteriors celebrats entre el difunt Xah de l'Iran i Occident sobre Eurodif i Bushehr. Iran també s'ha referit a acords similars entre Occident i altres països com Corea del Nord o Líbia, on els acords assolits i les promeses fetes no s'han mantingut. A la Resolució 1737, aprovada pel Consell de Seguretat el desembre de 2006, es va implementar una sèrie inicial de sancions contra l'Iran perquè no va suspendre el programa d'enriquiment d'urani.
En la Resolució 1747, el Consell va decidir estrènyer les sancions imposades a l'Iran en relació amb el seu programa nuclear. També va resoldre imposar una prohibició de vendes d'armes i augmentar la congelació dels actius ja existents. Les següents intervencions i posicions del Consell de Seguretat es resumeixen a continuació:

## Antecedents sobre les inspeccions de l'OIEA
Accés als llocs nuclears:
Segons l'Agència Internacional de l'Energia Atòmica (OIEA), l'Iran encara no ha declarat l'abast total del seu programa i no ha permès un accés sense restriccions a tots els seus llocs nuclears. El programa té 18 anys i part d'ell estava fora de la vista prèvia de l'OIEA. Aquesta situació ha preocupat l'OIEA i la comunitat internacional. L'Iran diu que ha permès que l'OIEA accedeixi a tots els seus llocs nuclears, voluntàriament i més que a qualsevol altre país signant protocols addicionals del TNP.
La suspensió prèvia de l'Iran:
Iran ha dit que un acord previ per suspendre l'enriquiment d'urani durant dos anys el 2004 no va donar resultats tangibles per a cap de les parts. Iran ha expressat la seva preocupació oficial per divulgar més informació a l'OIEA a causa de les repetides amenaces militars realitzades per Occident des de 2005. Posteriorment, l'OIEA ha declarat que no pot concloure que no hi ha materials ni activitats nuclears no declarades a l'Iran i ha remès el fitxer al Consell de Seguretat.

## Declaració d'intencions
Posició de les Nacions Unides:
Els membres permanents del Consell de Seguretat, inclosos Rússia i Xina, han declarat les seves intencions d'impedir que l'Iran adquireixi armes de destrucció massiva a causa de la seva retòrica bel·ligerant cap a Occident i Israel des de la Revolució iraniana.
En principi, el Consell de Seguretat de l'ONU (UNSC) i l'Agència Internacional de l'Energia Atòmica (OIEA) han confirmat el dret de l'Iran a la tecnologia nuclear pacífica de conformitat amb el Tractat de no proliferació nuclear (NPT).
Postura iraniana:
Iran va dir que volia construir una xarxa de centrals nuclears amb capacitat per a 20.000 MW per al 2020.
Iran s'ha referit al seu dret inalienable de desenvolupar tecnologia nuclear per a fins civils i pacífics sota el TNP per justificar la seva posició. El líder suprem de l'Iran ha afirmat en una fatwa que la possessió i l'ús d'armes nuclears és "anti- islàmic".
Els funcionaris iranians han insistit que no tenen intenció de desenvolupar armes nuclears. Aquest punt ha estat molt qüestionat per Occident perquè l'enriquiment d'urani és una tecnologia de doble ús.
Iran ha acomiadat les sancions i va dir que no tenia intenció de suspendre el seu programa d'enriquiment. El ministre d'Afers Exteriors iranià Manouchehr Mottaki va dir al Consell de Seguretat després de la votació: "El món ha de saber -i ho sap- que fins i tot les més severes sancions polítiques i econòmiques o altres amenaces són massa dèbils per obligar a la nació iraniana a retirar-se les seves demandes legals i legítimes ". Va afegir: "La suspensió no és ni una opció ni una solució".
Posició del Moviment No Alineat:
Iran ha recordat al Consell de Seguretat el suport del Moviment dels Països No Alineats al seu programa nuclear civil i la seva oposició a qualsevol atac militar contra l'Iran. Aquesta declaració del Moviment dels Països No Alineats, al nivell de la cimera, representa 118 països.

## Desarmament nuclear
Iran i armes de destrucció massiva:
Des de 2007 no se sap que l'Iran posseeixi armes de destrucció massiva i ha signat tractats que rebutgen la seva possessió, incloentsa la Convenció sobre Armes Biològiques, la Convenció sobre Armes Químiques, i el Tractat de no proliferació nuclear (NPT). Diversos països, inclosos Estats Units, Regne Unit i França, han acusat a l'Iran d'una intenció clandestina de desenvolupar armes nuclears. Segons la majoria de les estimacions, l'Iran es troba almenys de dos a sis anys lluny de poder produir una bomba atòmica, fins i tot si volgués.
Hipocresia occidental:
Iran ha declarat que no accepta lliçons ni pressions per l'Occident i ha acusat a Occident d'"hipocresia i doble mesura". Iran ha condemnat els membres del Consell de Seguretat per no fer el que prediquen als altres: és a dir, desfer-se de les seves pròpies armes de destrucció massiva, com és el seu deure sota el TNP. El març de 2006, l'Iran va lamentar enèrgicament la decisió del Regne Unit de renovar el seu sistema d'armes nuclears míssils Trident. També se sent amenaçat pel desplegament militar dels Estats Units a l'Iraq, Afganistan i al Pròxim Orient. Iran ha assenyalat que els Estats Units són l'únic país que ha utilitzat armes nuclears en la història i no ha descartat la possibilitat d'utilitzar-les de nou en el futur com a part de la doctrina Bush, i novament contra la Carta de les Nacions Unides.
Doble moral:
Iran ha dit que la doble rasadora aplicada a Israel és injusta i inquietant tenint en compte la seva possessió d'armes nuclears, la seva no adherència al TNP i el seu tractament dels palestins durant molts anys. Israel ha declarat extraoficialment que necessita disposar d'armes nuclears per assegurar la seva supervivència en un entorn predominantment hostil Orient Mitjà, des de la seva independència el 1948 i després de l'Holocaust. Iran ha respost que els àrabs i l'Orient Mitjà no han de responsabilitzar-se dels crims contra la humanitat i de les atrocitats comeses pels nazis durant la Segona Guerra Mundial contra els jueus a Europa.

## Central nuclear de Bushehr
Combustible nuclear:
El 1995, Rússia va signar un contracte per subministrar un reactor d'aigua lleugera per a la planta (es creu que el contracte s'estima entre 700.000.000 i 1.200.000.000 dòlars estatunidencs). Encara que el conveni exigeix que el combustible nuclear torni a Rússia per al seu reprocessament, els Estats Units han expressat la seva preocupació perquè l'Iran pugui reprocessar-lo ell mateix per obtenir plutoni per a la bomba atòmica. El març de 2007, després de la negativa de l'Iran d'aturar l'enriquiment, Rússia va anunciar que retindria el lliurament de combustible nuclear, pretextant pagaments vençuts respecte al reactor de Bushehr, tot i que l'Iran ha negat qualsevol retard en el pagament. En conseqüència, Bushehr seria comissionat a principis de 2009, després de cinc retards de dos anys cadascun.
Sistema de defensa aèria:
Rússia ha declarat repetidament la seva oposició a qualsevol atac militar contra les instal·lacions nuclears civils de l'Iran. El gener de 2007, Rússia va anunciar la venda de 29 unitats del seu sistema de míssils Tor-M1 a l'Iran com a part d'un acord de mil milions de dòlars per protegir les seves instal·lacions.

## Justificació del programa
Motius econòmics:  '
Iran ha afirmat que el seu programa està motivat només per les necessitats econòmiques i el progrés científic. Iran ha dit que les seves grans reserves de petroli inevitablement s'extingiran, donat el seu creixent consum d'energia domèstica i per les seves exportacions petrolieres. Iran s'ha referit als informes del govern dels Estats Units des de l'època del Xah i les estimacions dels EUA independents de 2006 per justificar la seva posició. Iran també s'ha referit a la recent decisió de Rússia de retirar el subministrament de combustible per a la seva central nuclear com una raó addicional per la qual no pot confiar en altres països per les seves necessitats de combustible nuclear.
Inversió financera:
L'Iran ha dit que ha gastat massa diners, més de deu mil milions de dòlars estatunidencs en els últims 30 anys, en el seu programa nuclear civil per renunciar-hi ara. A més, ha argumentat que la suspensió és una manera d'Occident de minar la independència i el progrés de l'Iran. Iran ha amenaçat amb retirar-se del Tractat de no proliferació nuclear si els seus drets no són respectats pel Consell de Seguretat. Iran ha justificat el seu programa d'enriquiment d'urani perquè té plans per construir més plantes nuclears en el futur.
Orgull i independència nacionals:
El març de 2007, es va anunciar que l'Iran emetria un bitllet de 50.000 rial on el tema serà el programa d'energia nuclear iranià, que s'ha convertit en objecte d'orgull nacional i el símbol de la independència per a molts iranians.

## Relacions entre Estats Units i l'Iran
Preocupacions iranianes:
Altres assumptes interfereixen amb l'arxiu internacional de l'Iran al Consell de Seguretat, que inclou:
- La guerra econòmica i industrial realitzada pels Estats Units contra l'Iran durant molts anys, a través de sancions econòmiques,
- La congelació dels actius de l'Iran a l'estranger des de la Revolució iraniana el 1979, que ascendeix a més de 10 mil milions de dòlars segons algunes estimacions,
- Els Estats Units s'impliquen en els assumptes interns, especialment en el camp dels drets humans,
- L'Operació Ajax de la CIA per enderrocar el primer ministre democràticament escollit Mohammad Mossadegh durant la dècada de 1950, pel qual el govern dels EUA es va disculpar l'any 2000.[24]

Propaganda:
Ambdues parts han recorregut a la propaganda, guerra psicològica, ideologia i difamació a través dels mitjans de comunicació per galvanitzar les seves tropes i guanyar-se l'opinió pública. Iran ha etiquetat als Estats Units com a "Gran Satan" i canta "Mor a Amèrica". Mentrestant, el president estatunidenc George W. Bush va declarar a l'Iran part de l'"eix del mal". Iran i els Estats Units es van acusar de no treballar per al benefici dels seus propis ciutadans, sinó per a un grup reduït de poder, tot i que ambdues parts reclamen un ampli suport democràtic per a la seva tasca. Una enquesta de la BBC realitzada al juny de 2006 va trobar que l'opinió pública del món considerava que els Estats Units, juntament amb l'Iran, eren les majors amenaces per a la pau mundial.
Guerres subsidiàries:
Els Estats Units han acusat a l'Iran de soscavar la pau a l'Orient Mitjà donant suport econòmic i militar a parts en conflicte més enllà de les seves fronteres, especialment:
- a l'Iraq, donant suport a la violència sectària i els insurgents,[28]
- al Líban a través de Hesbol·là,
- als territoris palestins a través de Hamas.

Iran acusa als Estats Units de ser un "ocupador" a l'Iraq. No obstant això, l'Iran ha negat qualsevol implicació militar a l'Iraq, tot i que les forces estatunidenques han dit que en tenen proves. El 25 de desembre de 2006, les forces armades estatunidenques van arrestar i posteriorment van alliberar quatre oficials militars iranians d'alta graduació a Bagdad. El gener de 2007, les forces controlades dels Estats Units van segrestar i presumptivament torturar cinc iranians a Irbil, que encara no han estat alliberats. A l'abril de 2007, els mateixos presoners van ser autoritzats per primera vegada a rebre visites de delegats del CICR. Iran ha acusat als Estats Units de donar suport als grups armats d'oposició contra el seu Govern dins i fora de l'Iran, i dirigir els vols de reconeixement d'UAV a l'Iran des del 2005.
Borsa de petroli iranià:
Segons alguns experts, l'Iran busca debilitar la influència global dels Estats Units mitjançant la creació d'una borsa petroliera iraniana que comerciarà amb rials iranians i amb monedes importants en comptes de dòlars estatunidencs, així com un càrtel del gas amb Rússia, ja que ambdues tenen la major reserva de gas provada del món. Iran ho ha negat i ha justificat tots dos projectes basats en els seus mèrits econòmics.

## Relacions Iran-Israel
Amenaces iranianes:
L'Iran ha negat que vulgui veure "Israel esborrat el mapa" segons informen els mitjans de comunicació estrangers. El ministre d'Afers Exteriors de l'Iran ha afirmat que la política declarada per l'Iran sobre Israel és instar una solució d'un Estat a través d'un referèndum en el que un govern seria elegit per tots els palestins i tots els israelians votant conjuntament. Això suposaria el final de l'estat "sionista", de manera similar al final de la Unió Soviètica.
Amenaces israelianes:
Iran es va referir a l'atac per sorpresa de l'exèrcit israelià en 1981 contra el reactor nuclear d'Osirak a Iraq i les seves recents amenaces contra Teheran com a raons addicionals per les quals no pot divulgar més informació sobre el seu programa a l'OIEA. Israel ha afirmat que "un Iran armat nuclear no és acceptable per a Israel" i que prendrà mesures militars si la comunitat internacional no frena el programa nuclear de l'Iran. Si fos atacat, l'Iran va prometre que estava disposat a prendre represàlies en la guerra asimètrica i utilitzant el seu vast arsenal de les forces de míssils de l'Iran per arribar a Tel-Aviv.

## La solució proposada per l'Iran
Negociacions globals:
Iran ha acordat celebrar noves converses, sense la condició prèvia d'aturar el seu programa d'enriquiment d'urani. Els Estats Units s'hi han oposat, tot i que ha acordat mantenir converses directes relacionades amb altres temes com la guerra de l'Iraq. L'any 2003 l'Iran era conegut per haver formulat una proposta confidencial similar als Estats Units a través de l'ambaixada de Suïssa a Teheran. Suïssa és el poder protector dels Estats Units a l'Iran des de la Revolució Iraniana el 1979. Es diu que els Estats Units han rebutjat aquestes discussions, en aquest moment.
Consorci internacional:
Iran està disposat a considerar la creació d'un consorci internacional per a l'enriquiment d'urani amb base l'Iran com una solució a l'actual enfrontament en el Consell de Seguretat. A l'abril de 2007, l'Iran va declarar que havia arribat a la primera fase de la producció de combustible nuclear industrial després de la instal·lació de més de mil centrifugadores a la instal·lació subterrània Natanz. Iran ha declarat que tenia previst instal·lar 50.000 centrifugadores més en el futur. El 2005, l'Iran va inaugurar una instal·lació de conversió d'urani a Esfahan i una planta de producció d'aigua pesant a Arak en 2006. Totes les instal·lacions iranianes declarades iranians estan sota l'estricta supervisió de l'OIEA.

## Terminació
Les disposicions de la Resolució 1747 van ser rescindides per la Resolució 2231 vigent en el Dia d'Aplicació del Pla d'Acció Conjunt, el 16 de gener de 2016.